# Miss Molly Mill
Miss Molly Mill war eine heiter-kriminalistische Vorabendserie des ZDF, die zwischen April und Juli 1970 in 13 Folgen ausgestrahlt wurde.

## Handlung
Molly Mill sucht in England über die Arbeitsvermittlung eine Anstellung. Doch wohin man sie auch schickt, sofort werden Molly und ihre Schildkröte „Ulysses“ mit einem Kriminalfall konfrontiert, in den ihr jeweiliger Arbeitgeber verwickelt ist. Sehr zum Ärger von „Scotland Yard“ in Gestalt der Polizisten Yellow und Green kann Molly zwar jeden Fall lösen, doch wegen Einmischung in die Familienverhältnisse steht am Ende jeder Folge ihre Entlassung aus dem gerade erst begonnenen Dienstverhältnis. Dies ändert sich erst in der letzten Episode: Sie erhält endlich die langersehnte Festanstellung – bei der Stellenvermittlung.

## Sonstiges
Die Folgen wurden donnerstags um 18.40 Uhr ausgestrahlt. Diese gewaltfreie Serie war der letzte große Fernseherfolg der Hauptdarstellerin Inge Brück, die danach nur noch zweimal als Schauspielerin auf dem Bildschirm in Erscheinung trat, zuletzt 1989 in einer Folge der Serie Forstinspektor Buchholz. Brück sang auch die Titelmelodie, die später auf einer Single-Schallplatte veröffentlicht wurde. Regisseur Thomas Engel zeichnete neben Einzelproduktionen für eine Reihe weiterer Fernsehserien verantwortlich, so z. B. Algebra um acht, Der kleine Doktor oder Beschlossen und verkündet.

## Episodenliste
| Folge | Erstausstrahlung | Titel                         | Gastschauspieler (Auswahl)                                                             |
| 1     | 2. April 1970    | Die Stummen von Covent Garden | Fritz Tillmann, Hans Peter Korff, Manfred Steffen, Gert Wiedenhofen                    |
| 2     | 9. April 1970    | Mumienschanz                  | Albert Bessler, Gerda Gmelin, Ursula Grabley                                           |
| 3     | 16. April 1970   | Waschechte Holbeins           | Eva Fiebig, Balduin Baas, Herbert Steinmetz                                            |
| 4     | 23. April 1970   | Bombenshow                    | Kurt Klopsch, Maria Paudler, Verena Wiet, Edgar Maschmann, Rudolf Möller               |
| 5     | 30. April 1970   | Der hustende Prinz            | Andrea Grosske, Hans Kahlert, Michael Weckler                                          |
| 6     | 14. Mai 1970     | Zahn um Zahn                  | Wolf von Gersum, Walter Klam, Karl-Ulrich Meves, Kurt Schmitt-Mainz                    |
| 7     | 21. Mai 1970     | 400 Diplomaten                | Gerda-Maria Jürgens, Hans Schellbach, Frank Straass, Götz Olaf Rausch, Joachim Wolff   |
| 8     | 4. Juni 1970     | Resultate nach Maß            | Gerhard Friedrich, Birke Bruck, O. A. Buck, Ah Yue Lou                                 |
| 9     | 11. Juni 1970    | Der Gärtner war es            | Ursula Grabley, Albert Bessler, Erich Käding, Manfred Steffen                          |
| 10    | 18. Juni 1970    | Echte Blüten                  | Hans W. Hamacher, Günter Lüdke, Joachim Richert, Karl-Heinz Kreienbaum, Florent Antony |
| 11    | 25. Juni 1970    | Die Spinne                    | Karl John, Herbert Tiede, Christine Mylius                                             |
| 12    | 2. Juli 1970     | Kettenreaktion                | Sigrid von Richthofen, Karl Schönböck, Herta Worell, Ludwig Haas, Hans Irle            |
| 13    | 9. Juli 1970     | Das Sonnenparadies            | Bruno Vahl-Berg, René Genesis, Lothar Grützner, Erna Sellmer, Curt Timm                |

## Veröffentlichungen
Die komplette Staffel ist auf zwei DVDs erhältlich.